# Vùng hành chính (Tây Ban Nha)

Cờ của các cộng đồng tự trị ở Tây Ban Nha

Khu tự trị (Comunidad autónoma) là đơn vị hành chính địa phương cao nhất ở Tây Ban Nha. Các vùng hành chính được hình thành vào năm 1978 như một phần của chương trình phân quyền ở nước này sau khi chế độ của Franco sụp đổ. Vùng hành chính có quyền tự chủ rất cao về lập pháp và hành pháp. Họ có chính quyền riêng và hội đồng địa phương riêng. Việc phân vùng và chức năng được phân cấp cho mỗi vùng tùy thuộc vào nhiều yếu tố gồm dân số, kinh tế, xã hội, lịch sử của chúng. Những vùng gồm xứ Basque, Catalonia, Galicia, Andalusia được phần cấp nhiều chức năng hơn các vùng khác.
Các khu tự trị ở Tây Ban Nha cũng đồng thời là các vùng cấp hai của Liên minh châu Âu.
Toàn Tây Ban Nha có 17 khu tự trị. Trong mỗi vùng có thể có một hoặc vài tỉnh. Sau đây là danh sách 17 khu tự trị của Tây Ban Nha.
1. Andalucía
2. Aragón
3. Principado de Asturias
4. Islas Baleares
5. País Vasco
6. Islas Canarias
7. Castilla-La Mancha
8. Castilla y León
9. Cataluña
10. Extremadura
11. Galicia
12. La Rioja
13. Comunidad de Madrid
14. Región de Murcia
15. Comunidad Foral de Navarra
16. Comunidad Valenciana
17. Xứ Basque

Ngoài ra Tây Ban Nha còn có hai thành phố tự chủ ở châu Phi là Ceuta và Melilla và có 5 lãnh thổ tự chủ ở gần Marrocco (Plazas de soberanía).
Các vùng hành chính và thành phố tự chủ của Tây Ban Nha lại nhóm thành 8 nhóm liên vùng. Mỗi nhóm nay là một vùng cấp một của Liên minh châu Âu.
| STT | Tên                 | Các vùng hành chính trực thuộc                           |
| --- | ------------------- | -------------------------------------------------------- |
| 1   | Noroeste) (Tây Bắc) | Galicia, Asturias, Cantabria                             |
| 2   | Noreste (Đông Bắc)  | País Vasco, Comunidad Foral de Navarra, La Rioja, Aragon |
| 3   | Comunidad de Madrid | Comunidad de Madrid                                      |
| 4   | Centro (Trung tâm)  | Castilla y León, Castilla-La Mancha, Extremadura         |
| 5   | Este (Đông)         | Cataluña, Comunidad Valenciana, Islas Baleares           |
| 6   | Sur (Nam)           | Andalucia, Región de Murcia, Ceuta, Melilla              |
| 7   | Canarias            | Islas Canarias                                           |